# Імагологія
Імагологія — спеціальний розділ культурології. Виник в літературознавстві як вчення про образи. Вивчає можливості передачі літературних образів при перекладі з однієї мови на іншу.
Витоки імагології — у французькому порівняльно-історичному літературознавстві 1950-х років. Першопрохідцями у цьому напрямку були два французьких учених — професор Сорбонни Жан-Марі Карре, що видав в 1947 р. монографію «Французькі письменники і німецький міраж: 1800—1940», і його колега Маріус-Франсуа Гійяр, перу якого належить книга «Порівняльне літературознавство» (1951).
Помітний внесок у розвиток наукового напрямку досліджень зробили Х. Дізерінк, Ж. Леерссен, Ж.-М. Мура, Д.-А. Пажо, М. Фішер.
В 2020-х роках було здійснено спроби поширити поняття імагології і на інші види мистецтва, зокрема музичне (Берегова), кіномисстецтво (Тимофеєнко).